# Les Faux-fuyants

Les faux-fuyants est un téléfilm français réalisé en 2000 par Pierre Boutron adapté du roman de Françoise Sagan.

## Synopsis
En juin 1940, en pleine débâcle, Luce Ader, héritière d'un magnat du caoutchouc, fuit Paris et les Allemands avec son amant, Bruno Delors, Diane Lessing, une veuve demi-mondaine et Loïc Lhermitte, fonctionnaire au Quai d'Orsay. Ils espèrent rejoindre Biarritz. Mais ils subissent les tirs d'un avion Stuka. Leur limousine est mise hors d'usage et le chauffeur est tué. La petite bande trouve alors refuge dans une ferme de la Beauce, chez Maurice et sa mère.

## Fiche technique
- Titre : Les faux-fuyants
- Réalisation : Pierre Boutron
- Scénario : Pierre Boutron et Tonino Benacquista, d'après Les Faux-Fuyants de Françoise Sagan
- Musique : Roland Romanelli

## Distribution
- Arielle Dombasle : Luce Ader
- Catherine Jacob : Diane Lessing
- Laurent Spielvogel : Loïc Lhermitte
- Nicolas Vaude : Bruno Delors
- Nada Strancar : Arlette Henri
- Jean Guerrin : Le pépé Béju
- Thomas Heinze : Maurice Henri
- François Perrot : Le Comte
- Marie-France Santon : Simone
- Daniel Isoppo : Marcel
- Patrick Massieu : Ferdinant Fabert
- Pascale Ferry : Josepha Fabert
- Guy Berat : Jean
- Chantal Garrigues : Suzanne

## Audience
Le téléfilm est diffusé sur France 3 en 2000 et réalise un record d'audience historique avec 8.1 millions de téléspectateurs et 37.6% de part de marché. 

## Récompenses
Le téléfilm a été récompensé deux fois au Festival de la fiction TV de Saint-Tropez 2001 :
- Prix spécial du jury et de la ville de Saint-Tropez
- Meilleur comédien pour Laurent Spielvogel